# Nord Éclair
Nord Éclair è un quotidiano francese fondato a Roubaix nel 1944.

## Storia
Il giornale uscì per la prima volta il 5 settembre 1944, in seguito alla confisca da parte delle autorità francesi della testata Journal de Roubaix, che negli anni dell'occupazione nazista aveva tenuto una linea editoriale collaborazionista. 
Il nuovo giornale fu assegnato, in base ad una spartizione delle testate regionali concordate tra i vari partiti politici in seno alla Resistenza francese, ai democristiani dell'MRP.